# Griffi
Javier Plaza (Terrassa, 1973), més conegut com a Griffi, és un DJ i productor musical català. Va formar part del grup de rap Sólo los Solo amb l'MC Juan «Solo» Jiménez. Griffi és el fundador de la companyia discogràfica Del Palo Records i té tota una carrera en solitari amb el seu propi àlies.
És considerat un dels referents del hip-hop en castellà, com a fundador i productor dels Solo Los Solo. Amant del funk i els breaks de l'electro, Griffi és el màxim responsable del projecte Chacho Brodas, a més d'haver deixat la seva empremta en discos de La Mala Rodríguez, Tremendo, Mucho Muchacho, Tote King o Sr. Wilson, entre d'altres.

## Discografia

### Amb Sólo los Solo
- Pues cómo no / Vete con tu puto spot (maxi single) (Avoid, 1998)
- Retorno al principio (LP) (Avoid, 1998)
- S'taway / Supra B-boy 2015 (maxi single) (Avoid, (2001)
- Quimera (LP) (Del Palo, (2001)
- El chico del 9 (maxi single) (Del Palo, 2005)
- Todo el mundo lo sabe (LP) (Del Palo, 2005)

#### Com a Griffi
- Akay Lama en el funkarreo del 2015 (LP) (Avoid, 2000)
- Strictly Jabugo Series Vol.1 / Strictly Jabugo FM (2xLP) (Del Palo, 2009)

#### Com a Chacho Brodas
- Los impresentables (LP) (Del Palo, 2007)
- Remixtape Pum Classics (mixtape) (Del Palo, 2007)
- Date cuenta (LP) (Del Palo, 2009)
- Prozak (LP) (Del Palo, 2012)
- Back To The Fucking Party (Del Palo, 2020)[4]